# موسى جي. فارمر
موسى جي. فارمر (بالإنجليزية: Moses G. Farmer)‏ هو مخترِع أمريكي، ولد في 9 فبراير 1820، وتوفي في 25 مايو 1893.

## وصلات خارجية
- موسى جي. فارمر على موقع إن إن دي بي (الإنجليزية)